# Carpinus betulus
Il carpino bianco (pron. /ˈkarpino/) o carpine (pron. /ˈkarpine/) (Carpinus betulus L., 1753) è un albero della famiglia Betulaceae, diffuso dall'Europa occidentale all'Iran.

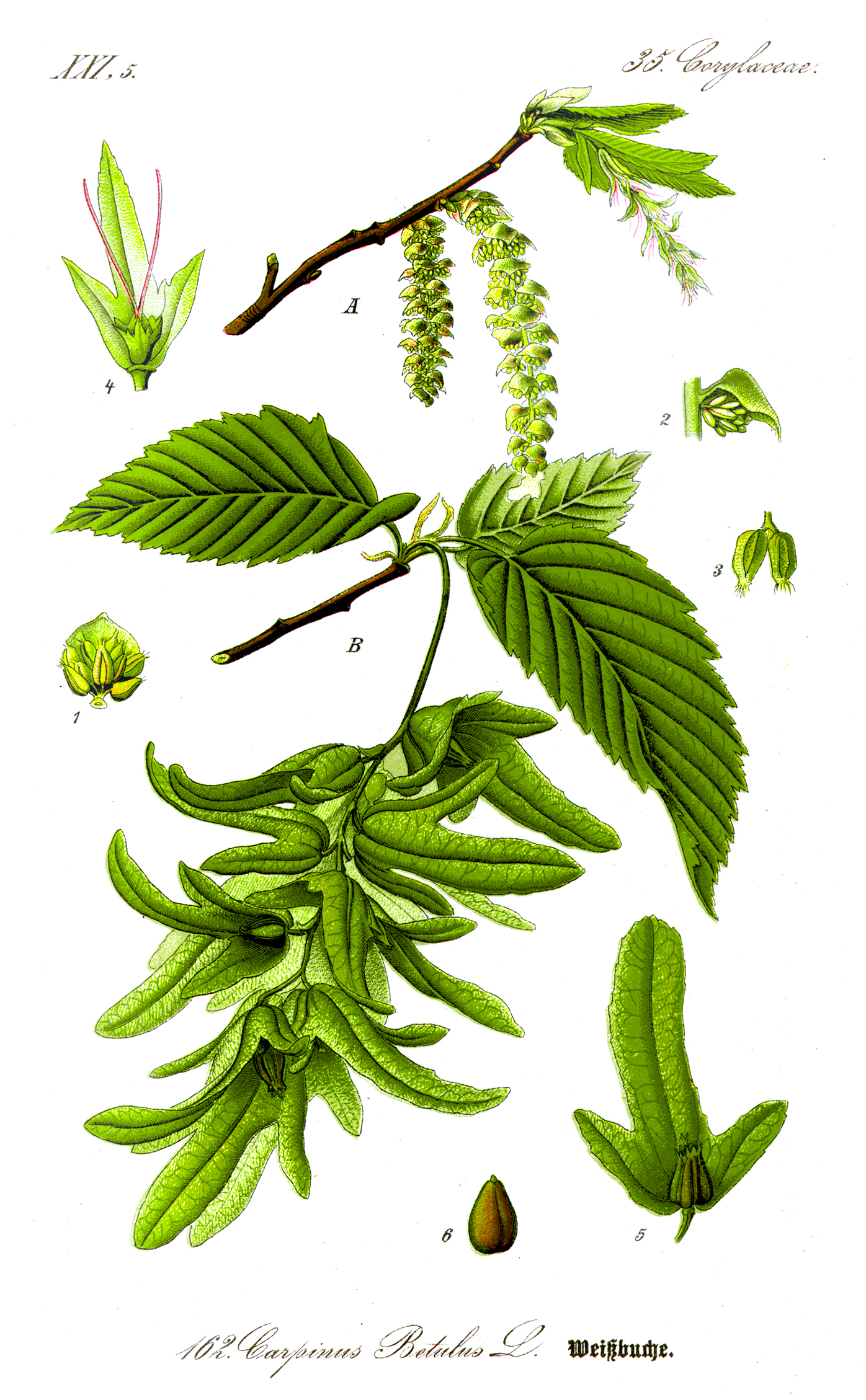
Carpinus betulus

## Descrizione

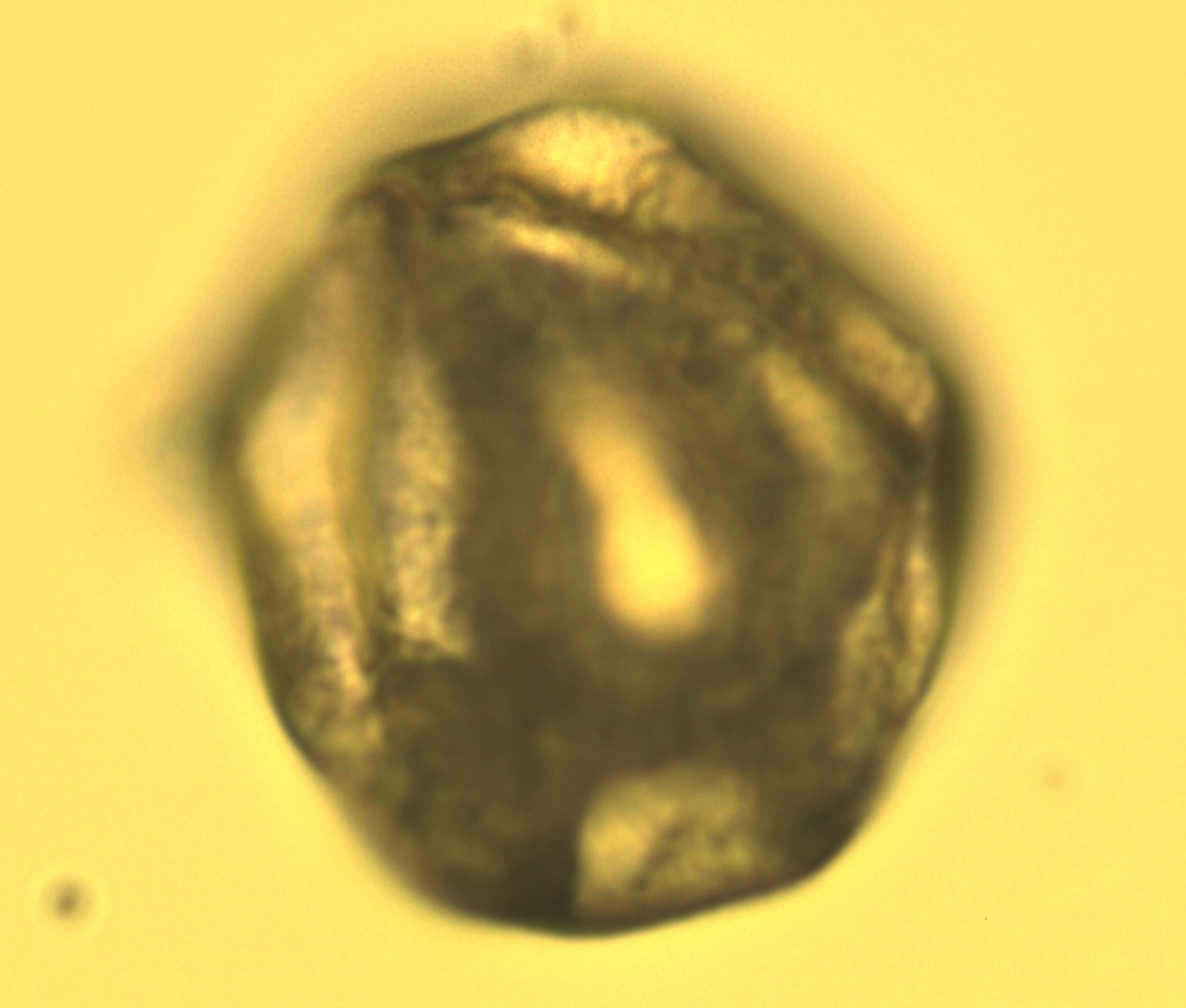
Polline al microscopio

Il carpino è un albero abbastanza longevo (circa 150 anni), di media altezza (15–20 m), con portamento dritto e chioma allungata.
La corteccia è sottile, liscia al tatto, di colore grigio, irregolare per il fusto scanalato e costolato. Le radici sono fascicolate e molto ramificate.
Le foglie sono alterne, semplici, brevemente picciolate, ovato-oblunghe, con nervature in rilievo e ben visibili sulla pagina inferiore, con apice acuminato e margine finemente e doppiamente dentato. Ingialliscono in autunno ma permangono secche sui rami anche per lungo tempo, specie sulle piante giovani.
I fiori sono unisessuali, riuniti in infiorescenze (amenti), anch'esse unisessuali e portate sul medesimo individuo (specie monoica). I fiori maschili sono tozzi e penduli, nudi, con 6-12 stami portati singolarmente per ogni brattea. I fiori femminili sono corti, situati poco sotto l'apice dei rami, hanno perigonio e sono portati a coppie su una serie di brattee e bratteole che nel frutto diverranno una brattea triloba, tipica della specie. Fiorisce ad aprile. Il frutto è un achenio che contiene un seme non alato. La propagazione è anemocora (attraverso il vento).

## Ecologia
Può tollerare una certa ombra e necessita di temperature relativamente elevate. È invece esigente per quanto riguarda il suolo. 
È miglioratore del terreno ed è dotato di notevole capacità pollonifera.
Costituisce il piano inferiore nei querco-carpineti della regione planiziale, avanalpica planiziale e di media collina, dove la rinnovazione delle querce è sempre molto abbondante, ma a distanza di un paio d'anni la presenza delle giovani piantine è pressoché nulla.
Nel querco-carpineto collinare, dove la farnia permane più a lungo rispetto alla pianura, la gestione selvicolturale prevede l'applicazione delle teorie che si rifanno alla cosiddetta selvicoltura di qualità.

## Specie simili

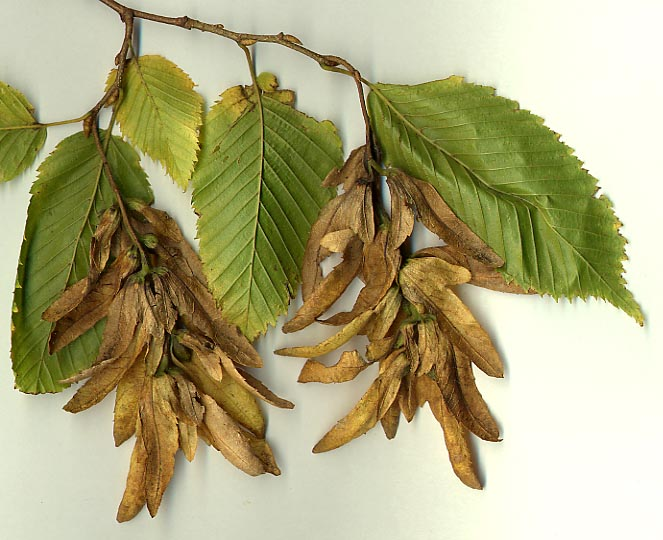
Infruttescenza.

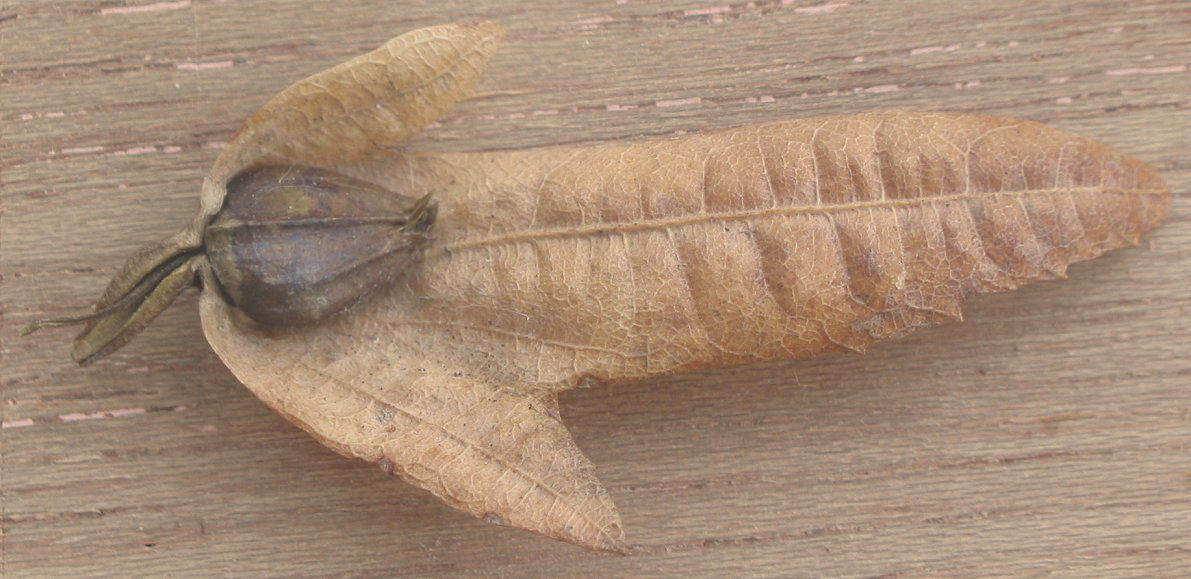
Frutti e relativa brattea.

Ha somiglianza con il carpino nero (Ostrya carpinifolia), ma raramente queste due specie possono essere confuse, in quanto hanno ecologie diverse.
La sua ecologia è più delicata rispetto a quella del carpino nero, essendo una specie sciafila e mesofila: esige estati calde e suoli freschi ma non marcatamente idromorfi, con pH da neutro a leggermente acido, con humus di tipo mull e con substrati carbonatici (arenaceo-marnosi). Raramente vive a quote sopra i 600 metri.

## Distribuzione
Il carpino bianco è diffuso in Europa centrale dai Pirenei ai Balcani fino a raggiungere i rilievi del Caucaso e il nord dell'Iran sui monti Elburz. Nel nord Europa raggiunge la Danimarca, il sud della penisola scandinava e il sud-est della Gran Bretagna. 
In Italia è presente in tutte le regioni tranne nelle isole. A nord si trova nelle zone fredde e umide della pianura Padana insieme alla farnia a costituire le foreste planiziali. Nel centro-sud nell'orizzonte montano fino a 900–1000 m come costituente dei boschi mesofili insieme alla quercia caducifoglie e al faggio.

## Usi
È utilizzato per formare siepi, alberature cittadine, come albero ornamentale in parchi e giardini.
Produce un legno pesante, duro, ma poco duraturo soprattutto se esposto in ambiente umido. 
Il legno è indifferenziato, di colore bianco-grigio, con fibratura spesso contorta, densità di 800 kg/m3, durezza di Brinell di 12 N/mm2.
Si spacca molto difficilmente a causa dell'andamento ondulato delle fibre. L'essiccazione è molto difficile a causa del forte ritiro.
Il legno di carpino si tornisce, si fora e si fresa bene; se viene segato in direzione parallela alle fibre, possono formarsi delle crepe. Nel trattamento della superficie non si riscontrano problemi.
Con il carpino si producono oggetti di piccole dimensioni, come birilli, scacchi, raggi di ruote o ingranaggi e componenti di strumenti musicali: viene impiegato nella meccanica dei pianoforti e per bacchette da percussione.
Il legno di carpino ha un elevato potere calorifico ed è utilizzato a fini energetici.

## Tradizioni popolari
Una leggenda racconta che Astolfo, re dei Longobardi, era solito andare a caccia con il suo fedele falcone tra foreste intricate e umide paludi. 
Un giorno il falco scomparve nel fitto bosco. Il re lo cercò in ogni luogo, ma senza successo. Fece allora un voto: se lo avesse ritrovato, avrebbe fondato una città e una chiesa dedicata alla Madonna. Dopo numerose ricerche lo vide appollaiato sul ramo di un carpino e decise che avrebbe chiamato la città Carpi, dal nome dell'albero, e lì avrebbe costruito la pieve di Santa Maria in Arce, conosciuta come La Sagra.